# Perturbation
Perturbation, störning, är inom matematisk analys en ändring av en variabel.